# Јован Јовановић (филмски редитељ)
Јован Јоца Јовановић (Београд, 31. мај 1940 — Београд, 3. август 2022) био је српски редитељ, сценариста, монтажер и теоретичар филма.

## Биографија
Рођен је у Београду 31. маја 1940. године. Дипломирао је режију на Академији за позориште, филм, радио и телевизију средњеметражним играним филмом Изразито ја (1967), који је проглашен најбољим филмом у свим категоријама на Фестивалу младих аутора у Њујорку (у жирију су поред осталих били Стивен Спилберг, Енди Ворхол, Мајк Николс, Питер Богданович). Документарни играни филм Колт 15 Гап (1971) награђен је на фестивалима у Оберхаузену, Утрехту, Београду, нашао се у Антологији филмова фестивала у Оберхаузену (објављена поводом 50 година фестивала), а амерички историчар филма Барнау га је уврстио у своју књигу "Историја светског документарног филма".
Најважнији Јовановићеви документарни филмови су: Револуција која тече (1972), Радни људи уметници (1975), Наркомани (1976), Човек који је правио системе (1990), Вуковар зашто (1991).
Почетком 90-их одлази у Љубљану где живи и ради. У интервјуу из 2010. Јовановић је изнео став да су домаће псеудоелите највећа опасност за српски народ.
Аутор је књиге Увод у филмско мишљење.

## Филмографија

### Играни филмови
- Изразито ја (1967)
- Млад и здрав као ружа (1971)
- Пејзажи у магли (1983)

### Документарни филмови
- Колт 15 Гап (1971)
- Револуција која тече (1972)
- Радни људи уметници (1975)
- Наркомани (1976)
- Човек који је правио системе (1990)
- Вуковар зашто (1991)